# Nemesborzova
Nemesborzova je obec v Maďarsku v župě Szabolcs-Szatmár-Bereg v okrese Fehérgyarmat.
Má rozlohu 221 ha a v roce 2015 zde žilo 106 obyvatel.

## Památky
Ve vesnici stojí kopie dřevěné zvonice, která byla postavená v roce 2001. Originální dřevěná zvonice pocházející z roku 1667 byla rozebrána v roce 1970 a přenesena do Národopisného muzea v přírodě v Szentendre a tam znovu postavena v roce 1973. Čtyřboká zvonice je štenýřové konstrukce zakončena vysokou štíhlou střechou, která je v nárožích ozdobená malými stejnými věžičkami. Štenýře jak rohové tak i mezilehlé jsou postaveny na základovém trámovém roštu a jsou navzájem zavětrovány. Menší sloupky vybíhají z nároží základového trámového roštu nesou spodní obvodovou střechu. Zvonice vyniká vysunutým otevřeným ochozem s dekorativním zdobením.